# 伊集院彦吉
伊集院 彦吉（いじゅういん ひこきち、1864年7月22日（元治元年6月19日） - 1924年（大正13年）4月26日）は、明治、大正時代の日本の外交官。外務大臣。男爵。妻の芳子は大久保利通の長女
。

## 経歴
伊集院彦吉は1864年7月22日（元治元年6月19日）に薩摩藩鹿児島城下高麗町において、薩摩藩士・伊集院吉次の長男として生まれた。1890年7月に帝国大学法科大学政治科を卒業した後、すぐに外務省に入省した。同期には石井菊次郎がいる。1892年からは翻訳官となり、1893年には 芝罘（のち山東省煙台）の副領事として清朝支配下の中国大陸に渡った。1894年にはロンドンの日本公使館の書記官としてイギリスに赴任し、1896年6月まで務めた。9月には釜山一等領事として大韓帝国に赴任し、仁川の領事も務めた。
1901年2月には天津の領事となり、1902年1月には総領事に昇任した。伊集院は豪放磊落な言動で知られ、周囲からは「伊集院公使」と呼ばれた。彼の領事時代に天津の日本人居留地は拡大し、華北地方における日本の策源地へと成長した。また、北洋大臣直隷総督の袁世凱、その部下の唐紹儀と親交を結んだ。1908年6月には北京駐在の特命全権公使となった。しかし1911年に勃発した辛亥革命においては、立憲君主制が存続する見通しを持ち、袁世凱らを支援しようとしたが、袁世凱が革命派に寝返ったことで中華民国が成立した。伊集院は自らの政治的失敗を認め、公使の辞職を上申したが、「貴官ノ進退ハ時局ニ容易ナラサル関係ヲ有スル」という内田康哉外相の裁定によって却下された。1916年にはイタリア特命全権大使として赴任し、15年間駐在した中国大陸を離れた。
第一次世界大戦後に開催されたパリ講和会議においては全権の一人となった。しかし会議の最中に行われた中華民国の猛烈な宣伝工作に対し、日本側は「サイレント・パートナー」と呼ばれる消極的な外交しかできなかった。外務省の若手官僚達は「革新同志会」を設立し、対外アピールのための組織改革を訴えた。1920年4月には外務省内に情報局が設立され、伊集院をその局長とした。
1922年には関東長官（関東庁の長官）に転じ、外務省を離れた。1923年9月に成立した第二次山本権兵衛内閣では外務大臣となったが、内閣が虎ノ門事件で総辞職したために3ヶ月の在任であった。1924年4月26日、胃ガンに依り薨去。墓所は青山霊園。

## 家族
- 妻：芳子（大久保利通の長女）

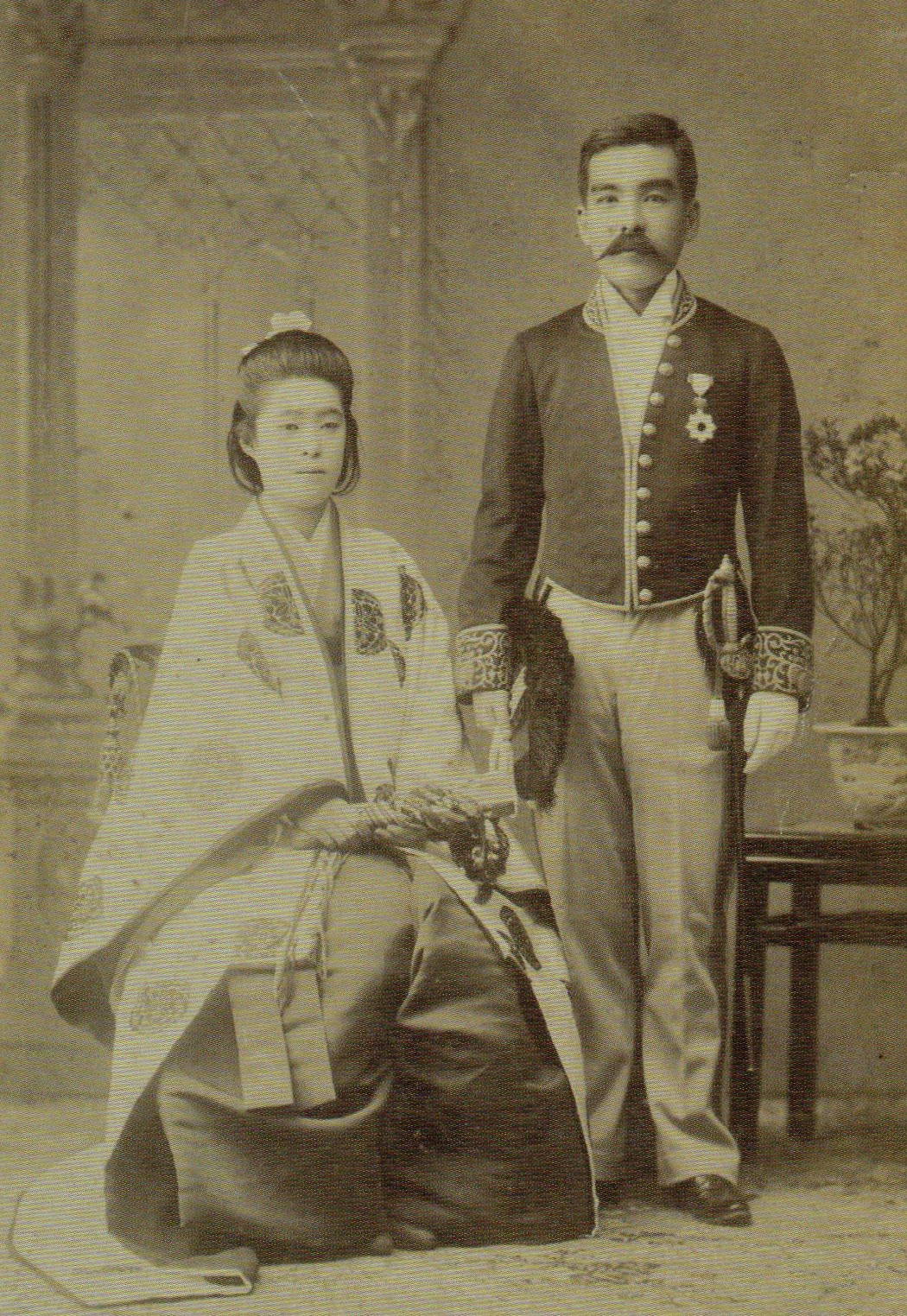
伊集院彦吉と妻・芳子

- 子：虎一、仁二、清三、清子、四郎、恭子、清彦、藤子

## 年譜
- 1890年（明治23年）7月 - 帝国大学法科大学政治科卒業。同年外務省入省。
- 1893年（明治26年）- 芝罘（のち山東省煙台）副領事。
- 1901年（明治34年）- 天津領事（後に総領事）
- 1904年（明治37年）7月 - 牛荘領事（兼任）
- 1907年（明治40年）2月 - 英国大使館に参事官として勤務
- 1908年（明治41年）6月 - 駐清国公使
- 1916年（大正5年）2月 - イタリア特命全権大使を拝命
- 1919年（大正8年）1月 - パリ講和会議全権委員
- 1920年（大正9年）9月 - 男爵
- 1921年（大正10年）8月 - 外務省情報部部長
- 1922年（大正11年）9月 - 関東長官
- 1923年（大正12年）9月 - 第2次山本内閣外務大臣

## 栄典
位階
- 1892年（明治25年）9月26日 - 従七位[8]
- 1893年（明治26年）12月16日 - 正七位[9]
- 1896年（明治29年）10月30日 - 従六位[10]
- 1899年（明治32年）5月20日 - 正六位[11]
- 1902年（明治35年）4月11日 - 従五位[12]
- 1905年（明治38年）8月30日 - 正五位[13]
- 1909年（明治42年）2月1日 - 従四位[14]
- 1914年（大正3年）2月20日 - 正四位[15]
- 1924年（大正13年）4月26日 - 従二位[16]

爵位
- 1920年（大正9年）9月7日 - 男爵[17]

勲章等
| 受章年                     | 略綬 | 勲章名                 | 備考 |
| -------------------------- | ---- | ---------------------- | ---- |
| 1895年（明治28年）10月31日 |      | 勲六等単光旭日章       |      |
| 1900年（明治33年）12月20日 |      | 勲五等瑞宝章           |      |
| 1902年（明治35年）12月28日 |      | 双光旭日章             |      |
| 1906年（明治39年）4月1日   |      | 勲二等旭日重光章       |      |
| 1906年（明治39年）4月1日   |      | 明治三十七八年従軍記章 |      |
| 1909年（明治42年）10月11日 |      | 勲一等瑞宝章           |      |
| 1915年（大正4年）11月10日  |      | 大礼記念章             |      |
| 1917年（大正6年）8月25日   |      | 旭日大綬章             |      |
| 1924年（大正13年）4月26日  |      | 旭日桐花大綬章         |      |
| 1924年（大正13年）4月26日  |      | 帝都復興記念章         |      |

外国勲章佩用允許
| 受章年                    | 国籍                         | 略綬 | 勲章名                         | 備考 |
| ------------------------- | ---------------------------- | ---- | ------------------------------ | ---- |
| 1899年（明治32年）3月3日  | オーストリア＝ハンガリー帝国 |      | 鉄冠勲章シュワリエー           |      |
| 1908年（明治41年）6月9日  | 大清帝国                     |      | 二等第二双龍宝星               |      |
| 1908年（明治41年）6月9日  | 大韓帝国                     |      | 勲二等八卦章                   |      |
| 1913年（大正2年）12月12日 | 支那共和国                   |      | 一等嘉禾章                     |      |
| 1920年（大正9年）3月13日  | イタリア王国                 |      | サンモーリスエラザル第一等勲章 |      |
| 1920年（大正9年）3月13日  | ユーゴスラビア王国           |      | 白鷲第一等勲章                 |      |
| 1923年（大正12年）7月3日  | 支那共和国                   |      | 一等大綬宝光嘉禾章             |      |